# Кайл Лаурі
Кайл Лаурі (англ. Kyle Lowry, нар. 25 березня 1986, Філадельфія, США) — американський професіональний баскетболіст, розігруючий захисник команди НБА «Маямі Гіт». Гравець національної збірної США. Олімпійський чемпіон 2016 року, чемпіон НБА 2019 року.

## Ігрова кар'єра
Починав грати в баскетбол у команді старшої школи кардинала Догерті (Філадельфія, Пенсільванія). Після її закінчення вважався п'ятизірковим рекрутом. На університетському рівні грав за команду Вілланова (2004–2006). 2005 року був визнаний найкращим баскетболістом конференції Big East серед першокурсників. На другому курсі набирав 11 очок, 4,3 підбирання та 3,7 асиста за гру.
2006 року був обраний у першому раунді драфту НБА під загальним 24-м номером командою «Мемфіс Ґріззліс». Свій дебютний сезон у лізі закінчив 21 листопада 2006 року, зламавши руку в матчі проти «Клівленд Кавальєрс». 2007 року на драфті Мемфіс вибрав ще одного розігруючого Майка Конлі під четвертим номером, таким чином стало зрозуміло, що Лаурі буде відводитись роль запасного.

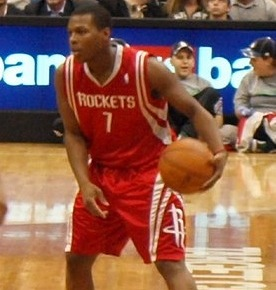
Лаурі в грі за Х'юстон, листопад 2009

З лютого 2009 по 2012 рік грав у складі «Г'юстон Рокетс». Допоміг команді дійти до другого раунду плей-оф, де «Рокетс» програли майбутньому чемпіону НБА «Лос-Анджелес Лейкерс». У сезоні 2009-2010 набирав 9,1 очка та 4,5 результативних передачі, виконуючи роль шостого номера. Наступного сезону вже зіграв 71 матч у старті. 17 грудня встановив свій особистий рекорд, віддавши 18 асистів у матчі проти «Мемфіс Ґріззліс». 16 лютого 2011 року набрав рекордні для себе 36 очок у матчі проти «Філадельфія Севенті Сіксерс». 20 березня 2011 року записав до свого активу перший трипл-дабл з 28 очками, 10 асистами та 11 підбираннями у матчі проти «Юта Джаз».
У сезоні 2011-2012 посварився з головним тренером Кевіном Макейлом, а вкінці сезону травмувався. Тоді його успішно замінив Горан Драгич. Таким чином керівництво клубу вирішило звільнити платіжну відомість і обміняти Лаурі до іншої команди.
2012 року став гравцем «Торонто Репторз», куди був обміняний на Гарі Форбса та майбутній драфт-пік першого раунду. У сезоні 2013-2014 після обміну Руді Гея до «Сакраменто Кінгз», Демар Дерозан та Лаурі домовилися взяти ситуацію та командну гру в свої руки та стати лідерами команди. Таким чином команда пробилася до плей-оф вперше з 2008 року, але поступилася там в першому раунді «Бруклін Нетс». У тому сезоні Лаурі набирав 17,9 очка та 7,4 підбирання за гру.

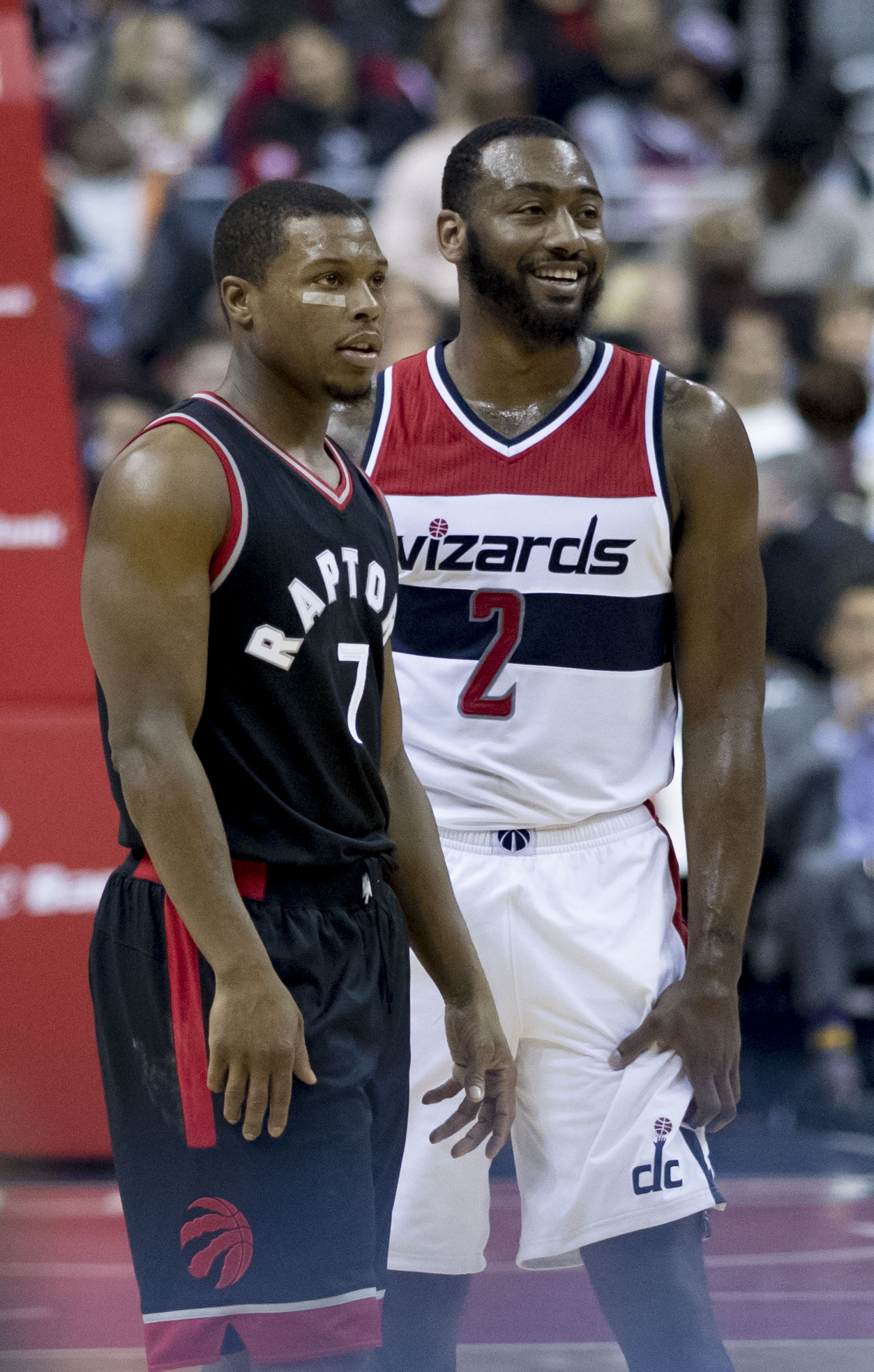
Лаурі та Джон Волл у 2016 році

10 липня 2014 року підписав новий чотирирічний контракт з «Торонто» на суму 48 млн. доларів. 3 грудня 2014 року оновив свій рекорд результативності, набравши 39 очок у матчі проти «Юта Джаз». 5 січня 2015 року був названий гравцем грудня НБА, ставши всього другим баскетболістом «Репторз» після Кріса Боша, хто удостоївся такої честі. Згодом зіграв у своєму першому матчі всіх зірок за команду Сходу. Команда дійшла до плей-оф, як четверта сіяна, проте знову вилетіла в першому раунді, цього разу від «Вашингтон Візардс».

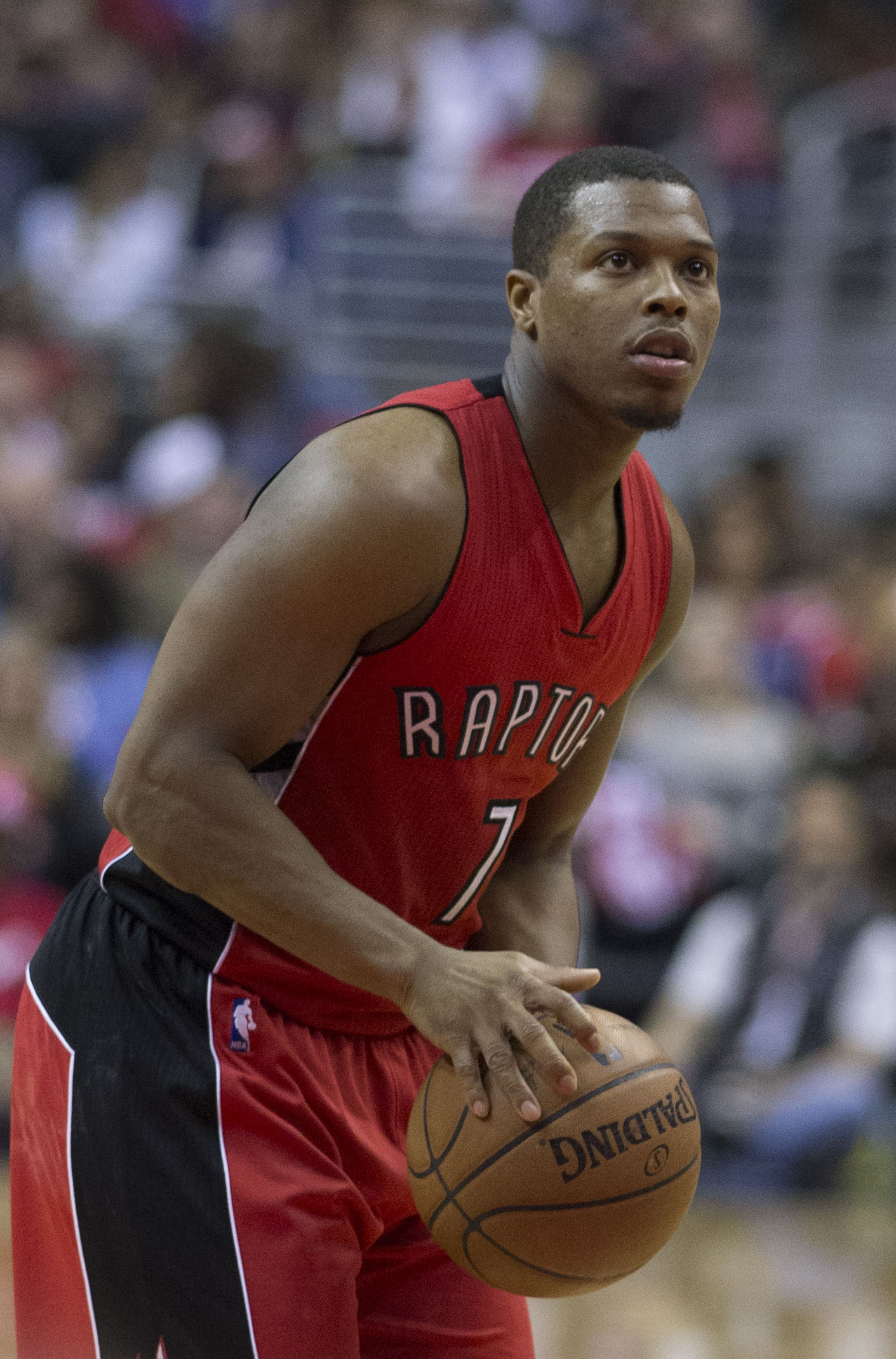
Лаурі у 2015 році

5 грудня 2014 року підняв планку своєї результативності, набравши 41 очко у матчі проти «Голден Стейт Ворріорс». Згодом вийшов у старті команди Сходу на матчі всіх зірок, а також взяв участь у конкурсі триочкових кидків. 1 лютого обійшов Елвіна Вільямса та зайняв друге місце у списку баскетболістів «Репторз», які віддали найбільшу кількість передач. Наступного дня разом з Дерозаном був названий гравцем січня Східної конференції. 26 лютого 2015 року оновив свій показник результативності, набравши 43 очки у переможному матчі проти «Клівленд Кавальєрс». У плей-оф допоміг команді спочатку пройти «Індіана Пейсерз», а потім — «Маямі Гіт». Таким чином Торонто вперше у своїй історії пробився до фіналу конференції. Проте там сильнішим виявився «Клівленд» на чолі з Леброном Джеймсом. За підсумками сезону Лаурі був включений до Третьої збірної всіх зірок НБА.
6 лютого 2017 року став лідером в історії франшизи за кількістю реалізованих триочкових кидків, обійшовши за цим показником Морріса Пітерсона. У плей-оф команда дійшла до другого раунду, де знову поступилася у серії «Клівленду» 0-4. У другій грі Лаурі травмувався та так і не відновився до четвертої гри.
7 липня 2017 року підписав новий трирічний контракт з Торонто на суму 100 млн. доларів. 12 листопада, забивши 12 очок у кошик «Бостона», змістив Андреа Барньяні з четвертого місця найрезультативніших гравців у історії «Торонто» (6,581 очко). 25 листопада у матчі проти «Атланта Гокс» набрав 15 очок та рекордні для себе 13 підбирань. Взимку 2018 року вчетверте поспіль взяв участь у матчі всіх зірок. 8 лютого 2018 року в матчі проти «Нью-Йорк Нікс» набрав своє 11,000-не очко в кар'єрі. У другій грі першого раунду плей-оф проти «Вашингтон Візардс» набрав 13 очок та рекордні для себе у плей-оф 12 асистів. «Репторз» пройшли «Вашингтон» та зустрілись з «Клівлендом» у другому раунді. «Кавальєрс» на чолі з Леброном Джеймсом розгромили «Торонто» у серії з чотирьох матчів.
В наступному сезоні допоміг команді вийти до плей-оф з другого сіяного місця. Дійшов з командою до фіналу НБА, де «Торонто» зустрівся з «Голден Стейт Ворріорс». У п'ятому матчі фінальної серії обійшов Демара Дерозана, як найкращого бомбардира клуба в пост-сезоні (1,117 очок). У шостому матчі серії набрав 26 очок та 10 асистів, допомігши команді виграти гру та серію. Таким чином він став чемпіоном у складі «Торонто».
1 серпня 2020 року в матчі проти «Лос-Анджелес Лейкерс» набрав 33 очки та рекордні для себе 14 підбирань. Допоміг команді вийти до плей-оф, але «Репторз» вилетіли у другому раунді від «Бостона».
6 серпня 2021 року підписав контракт з «Маямі Гіт».

## Виступи за збірну
2016 року у складі збірної США став олімпійським чемпіоном Ріо.

## Статистика виступів в НБА
| † | Позначає сезон, в якому Лаурі став чемпіоном НБА |

### Регулярний сезон
| Сезон            | Команда          | GP    | GS  | MPG  | FG%  | 3P%  | FT%   | RPG | APG | SPG | BPG | PPG  |
| ---------------- | ---------------- | ----- | --- | ---- | ---- | ---- | ----- | --- | --- | --- | --- | ---- |
| 2006–07          | Мемфіс           | 10    | 0   | 17.5 | .368 | .375 | .893  | 3.1 | 3.2 | 1.4 | .1  | 5.6  |
| 2007–08          | Мемфіс           | 82    | 9   | 25.5 | .432 | .257 | .698  | 3.0 | 3.6 | 1.1 | .3  | 9.6  |
| 2008–09          | Мемфіс           | 49    | 21  | 21.9 | .412 | .246 | .801  | 2.3 | 3.6 | 1.0 | .2  | 7.6  |
| 2008–09          | Г'юстон          | 28    | 0   | 21.7 | .475 | .276 | .800  | 2.8 | 3.5 | .8  | .3  | 7.6  |
| 2009–10          | Г'юстон          | 68    | 0   | 24.3 | .397 | .272 | .827  | 3.6 | 4.5 | .9  | .1  | 9.1  |
| 2010–11          | Г'юстон          | 75    | 71  | 34.2 | .426 | .376 | .765  | 4.1 | 6.7 | 1.4 | .3  | 13.5 |
| 2011–12          | Г'юстон          | 47    | 38  | 32.1 | .409 | .374 | .864  | 4.5 | 6.6 | 1.6 | .3  | 14.3 |
| 2012–13          | Торонто          | 68    | 52  | 29.7 | .401 | .362 | .795  | 4.7 | 6.4 | 1.4 | .4  | 11.6 |
| 2013–14          | Торонто          | 79    | 79  | 36.2 | .423 | .380 | .813  | 4.7 | 7.4 | 1.5 | .2  | 17.9 |
| 2014–15          | Торонто          | 70    | 70  | 34.5 | .412 | .338 | .808  | 4.7 | 6.8 | 1.6 | .2  | 17.8 |
| 2015–16          | Торонто          | 77    | 77  | 37.0 | .427 | .388 | .811  | 4.7 | 6.4 | 2.1 | .4  | 21.2 |
| 2016–17          | Торонто          | 60    | 60  | 37.4 | .464 | .412 | .819  | 4.8 | 7.0 | 1.5 | .3  | 22.4 |
| 2017–18          | Торонто          | 78    | 78  | 32.2 | .427 | .399 | .854  | 5.6 | 6.9 | 1.1 | .2  | 16.2 |
| 2018–19†         | Торонто          | 65    | 65  | 34.0 | .411 | .347 | .830  | 4.8 | 8.7 | 1.4 | .5  | 14.2 |
| 2019–20          | Торонто          | 58    | 58  | 36.2 | .416 | .352 | .857  | 5.0 | 7.5 | 1.4 | .4  | 19.4 |
| 2020–21          | Торонто          | 46    | 46  | 34.8 | .436 | .396 | .875  | 5.4 | 7.3 | 1.0 | .3  | 17.2 |
| 2021–22          | Маямі            | 63    | 63  | 33.9 | .440 | .377 | .851  | 4.5 | 7.5 | 1.1 | .3  | 13.4 |
| Кар'єра          | Кар'єра          | 1,023 | 787 | 31.9 | .425 | .368 | .813  | 4.4 | 6.3 | 1.3 | .3  | 14.8 |
| Матчі усіх зірок | Матчі усіх зірок | 6     | 2   | 22.3 | .354 | .271 | .1000 | 4.2 | 6.7 | 2.3 | .2  | 10.5 |

### Плейофф
| Сезон   | Команда | GP  | GS | MPG  | FG%  | 3P%  | FT%  | RPG | APG | SPG | BPG | PPG  |
| ------- | ------- | --- | -- | ---- | ---- | ---- | ---- | --- | --- | --- | --- | ---- |
| 2009    | Г'юстон | 13  | 0  | 19.5 | .333 | .250 | .742 | 2.9 | 2.5 | .9  | .1  | 5.3  |
| 2014    | Торонто | 7   | 7  | 38.7 | .404 | .395 | .878 | 4.7 | 4.7 | .9  | .0  | 21.1 |
| 2015    | Торонто | 4   | 4  | 32.8 | .316 | .217 | .727 | 5.5 | 4.8 | 1.3 | .0  | 12.3 |
| 2016    | Торонто | 20  | 20 | 38.3 | .397 | .304 | .750 | 4.7 | 6.0 | 1.6 | .2  | 19.1 |
| 2017    | Торонто | 8   | 8  | 37.6 | .462 | .342 | .818 | 3.1 | 5.9 | 1.5 | .5  | 15.8 |
| 2018    | Торонто | 10  | 10 | 36.1 | .508 | .444 | .813 | 4.3 | 8.5 | 1.5 | .0  | 17.4 |
| 2019†   | Торонто | 24  | 24 | 37.5 | .440 | .359 | .802 | 4.9 | 6.6 | 1.3 | .3  | 15.0 |
| 2020    | Торонто | 11  | 11 | 37.5 | .419 | .319 | .800 | 6.5 | 5.8 | 1.7 | .7  | 17.7 |
| 2022    | Маямі   | 10  | 10 | 29.5 | .291 | .241 | .789 | 3.6 | 4.7 | 1.2 | .7  | 7.8  |
| Кар'єра | Кар'єра | 107 | 94 | 34.5 | .411 | .333 | .793 | 4.5 | 5.7 | 1.3 | .3  | 14.8 |